# Roland Micro Cube

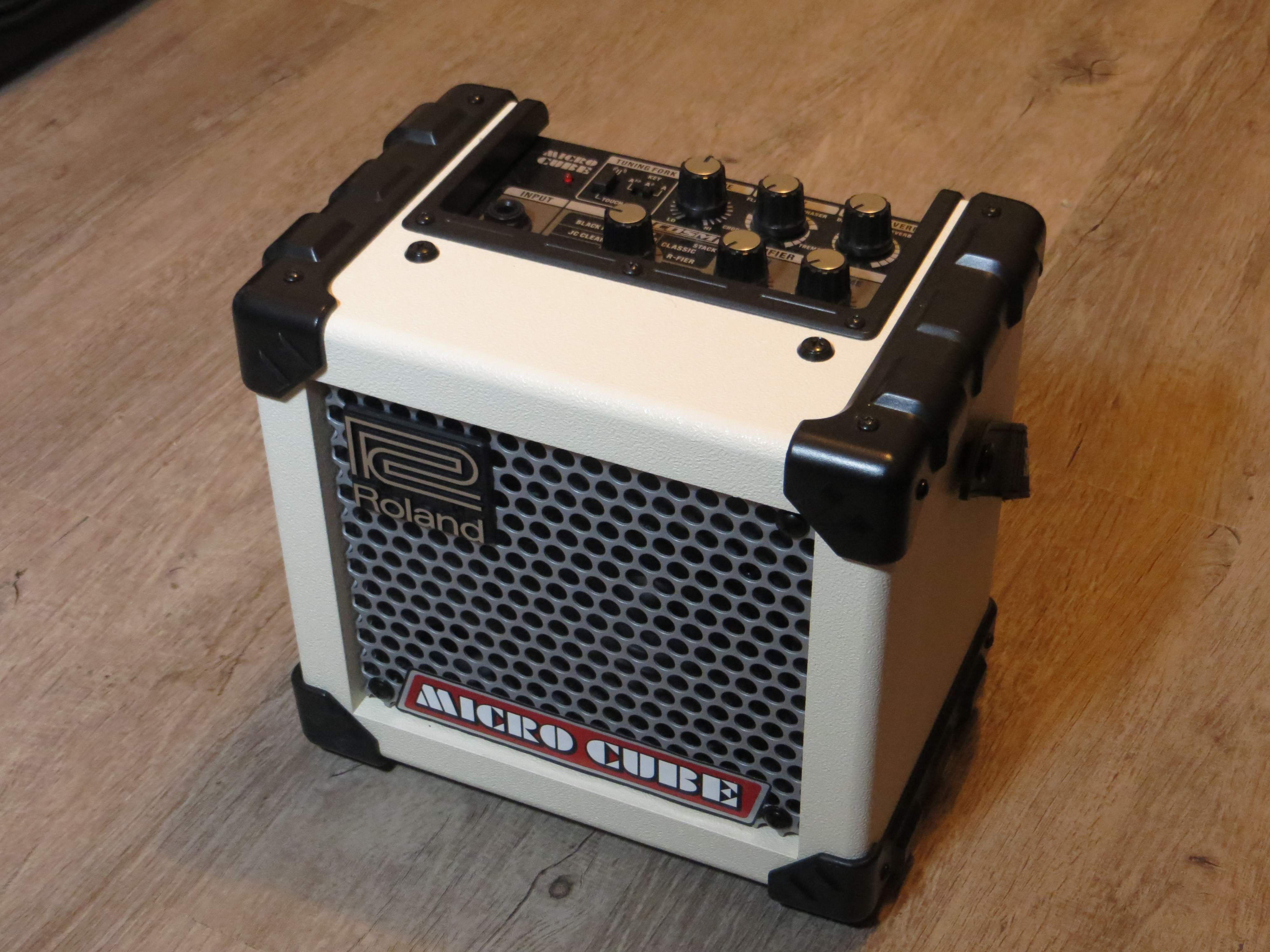
Le Roland Micro Cube.

Le Roland Micro Cube est un amplificateur à modélisation pour guitare de la marque Roland. C'est un petit amplificateur portable alimenté par piles, ce qui lui permet d'être transporté facilement.
Il fait partie de la série Cube qui comprend un grand nombre de modèles pour guitare et basse, et dont il est l'un des plus populaires.

## Historique
Le Micro Cube a été introduit en 2004. Depuis, il a connu plusieurs variantes, dont le Micro Cube RX, qui comprend quatre haut-parleurs et apporte quelques fonctionnalités en plus, et le Micro Cube Bass RX, pour guitare basse, tous deux annoncés en janvier 2008. Le Micro Cube est par la suite remplacé par le Micro Cube GX présenté en juin 2013. Cette dernière version apporte une simulation d'ampli supplémentaire appelée Extreme et des nouveaux effets, ainsi qu'une fonction de mémorisation des réglages. Le Micro Cube GX est par ailleurs décliné en trois couleurs : noir, blanc et rouge.

## Caractéristiques

### Micro Cube
- Puissance : 2 W
- Haut-parleur : 5 pouces (12 cm)
- Dimensions (l*P*H) : 24,4 cm * 16,6 cm * 22,6 cm
- Poids : 3,3 kg

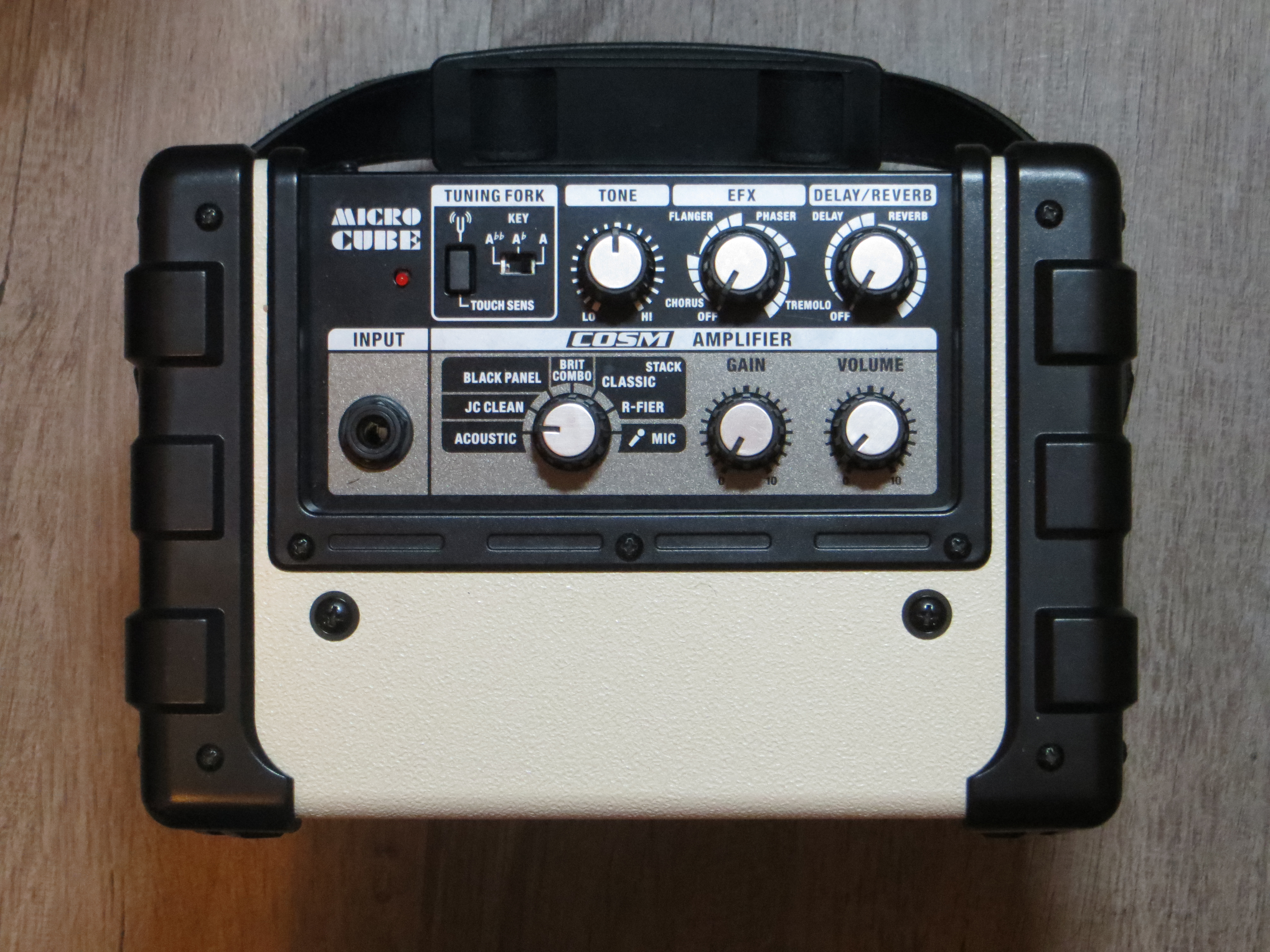
Le dessus du Micro Cube comprenant les réglages.

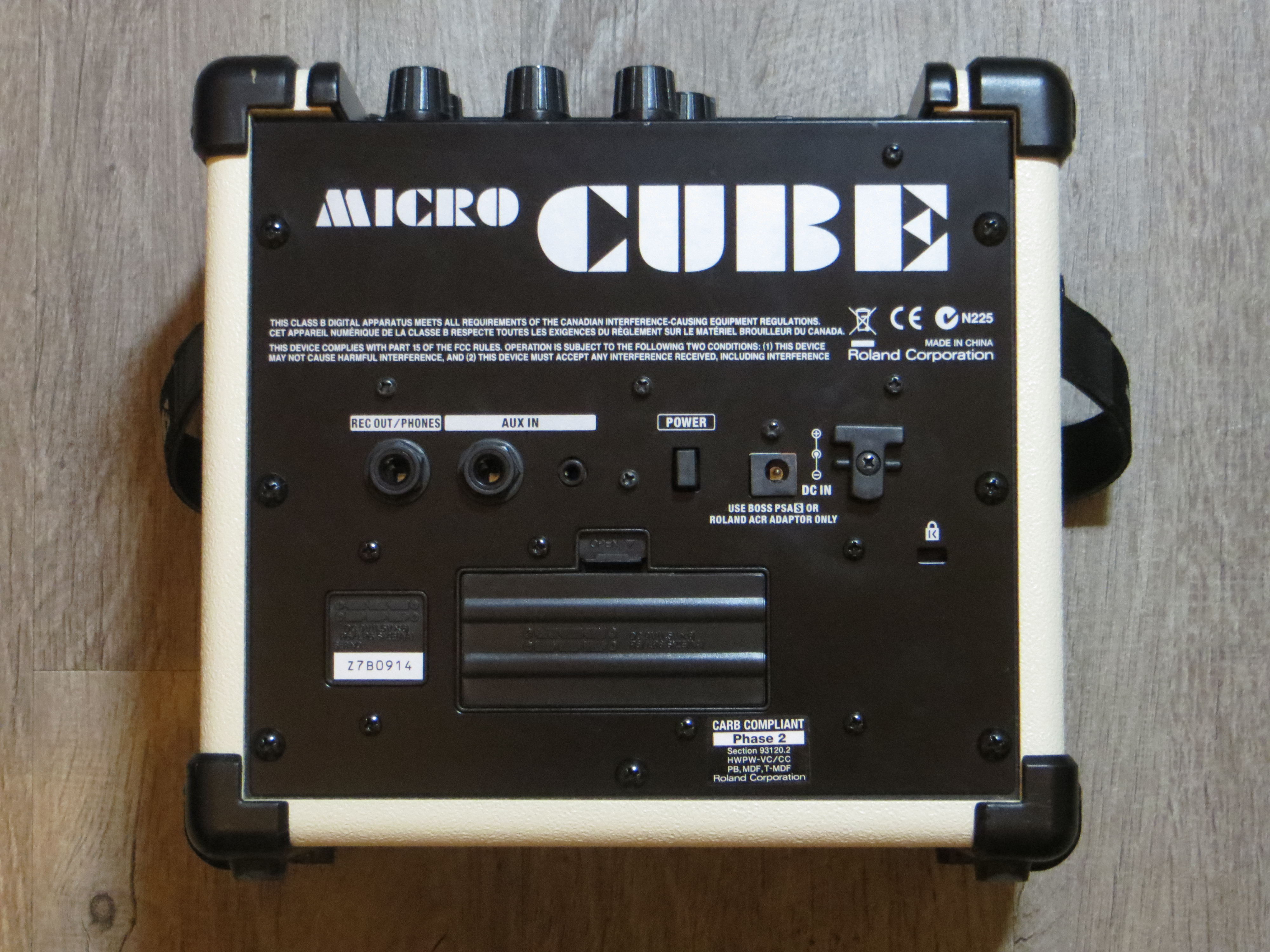
L'arrière du Micro Cube, avec la connectique.

- Alimentation : 6 piles AA ou prise secteur
- 7 modélisations d'amplis :
  - Acoustic (guitare acoustique)
  - JC Clean (Roland Jazz Chorus-120)
  - Black Panel (Fender Twin Reverb)
  - Brit Combo (Vox AC30)
  - Classic Stack (Marshall JMP)
  - R-fier Stack (Mesa Boogie Rectifier)
  - Mic (pré-amplification pour micro)
- 6 effets : chorus, flanger, phaser, tremolo, delay, reverb

### Micro Cube GX
- Puissance : 3 W
- Haut-parleur : 5 pouces (12 cm)
- Dimensions (l*P*H) : 24,7 cm * 17,2 cm * 22,7 cm
- Poids : 2,7 kg
- Alimentation : 6 piles AA ou prise secteur
- 8 modélisations d'amplis :
  - Acoustic
  - JC Clean (Roland Jazz Chorus-120)
  - Black Panel (Fender Twin Reverb)
  - Brit Combo (Vox AC30)
  - Classic Stack (Marshall JMP)
  - R-fier Stack (Mesa Boogie Rectifier)
  - Extreme
  - Mic (Pré-amplification pour micro)
- 8 effets : chorus, flanger, phaser, tremolo, heavy octave, delay, reverb, spring
- Interface i-CUBE LINK pour appareils iOS
- Fonction de mémorisation des paramètres (bouton memory)

### Micro Cube RX
- Puissance : 2,5 W + 2,5 W
- Haut-parleur : 4 x 4 pouces (10 cm)
- Dimensions (l*P*H) : 29,6 cm * 20,7 cm * 29,4 cm
- Poids : 6,4 kg
- Alimentation : 6 piles AA ou prise secteur
- 8 modélisations d'amplis :
  - Acoustic sim (guitare acoustique)
  - JC Clean (Roland Jazz Chorus-120)
  - Black Panel (Fender Twin Reverb)
  - Brit Combo (Vox AC30)
  - Classic Stack (Marshall JMP)
  - Metal Stack
  - R-fier Stack (Mesa Boogie Rectifier)
  - Mic (pré-amplification pour micro)
- 6 effets : chorus, flanger, phaser, tremolo, delay, reverb
- égaliseur : basses, medium, aigus
- Rythmes : Rock1, rock2, blues, country